# Z̧āhervand
Z̧āhervand (persiska: زارع وند سفلی, Z̧āhervand-e Soflá, Zāre‘vand-e Soflá, ظاهروند) är en ort i Iran.   Den ligger i provinsen Ilam, i den västra delen av landet, 500 km sydväst om huvudstaden Teheran. Z̧āhervand ligger 1 234 meter över havet och antalet invånare är 241.
Terrängen runt Z̧āhervand är kuperad. Runt Z̧āhervand är det ganska tätbefolkat, med 52 invånare per kvadratkilometer. Närmaste större samhälle är Sholeh Kosh, 16,8 km väster om Z̧āhervand. Omgivningarna runt Z̧āhervand är i huvudsak ett öppet busklandskap.